# Cantó de Mandatluec i Canes Oest
El cantó de Mandaluec-Canes Oest és un cantó francès del departament dels Alps Marítims, situat al districte de Grassa. Té 2 municipis i part del de Canes.

## Municipis
- Canes
- Mandaluec la Napola
- Teula de Mar

## Història
| Data d'elecció                           | Identitat           | Partit           | Qualitat |
| ---------------------------------------- | ------------------- | ---------------- | -------- |
| 1973-1979                                | M. Cerri            | Divers droite    |          |
| 1979-1999                                | André-Charles Blanc | RPR              |          |
| 1999-                                    | Henri Leroy         | RPR, després UMP |          |
| les dades anteriors no són pas conegudes |                     |                  |          |
|                                          |                     |                  |          |

| 1962 | 1968 | 1975 | 1982 | 1990 | 1999   | 2007   |
| ---- | ---- | ---- | ---- | ---- | ------ | ------ |
| -    | -    | -    | -    | -    | 35.996 | 39.595 |